# Cylindroiulus horvarthi
Cylindroiulus horvarthi är en mångfotingart som beskrevs av Adriana A. Verhoeven. Cylindroiulus horvarthi ingår i släktet Cylindroiulus och familjen kejsardubbelfotingar. Inga underarter finns listade i Catalogue of Life.